# Trường thành Ma Cao

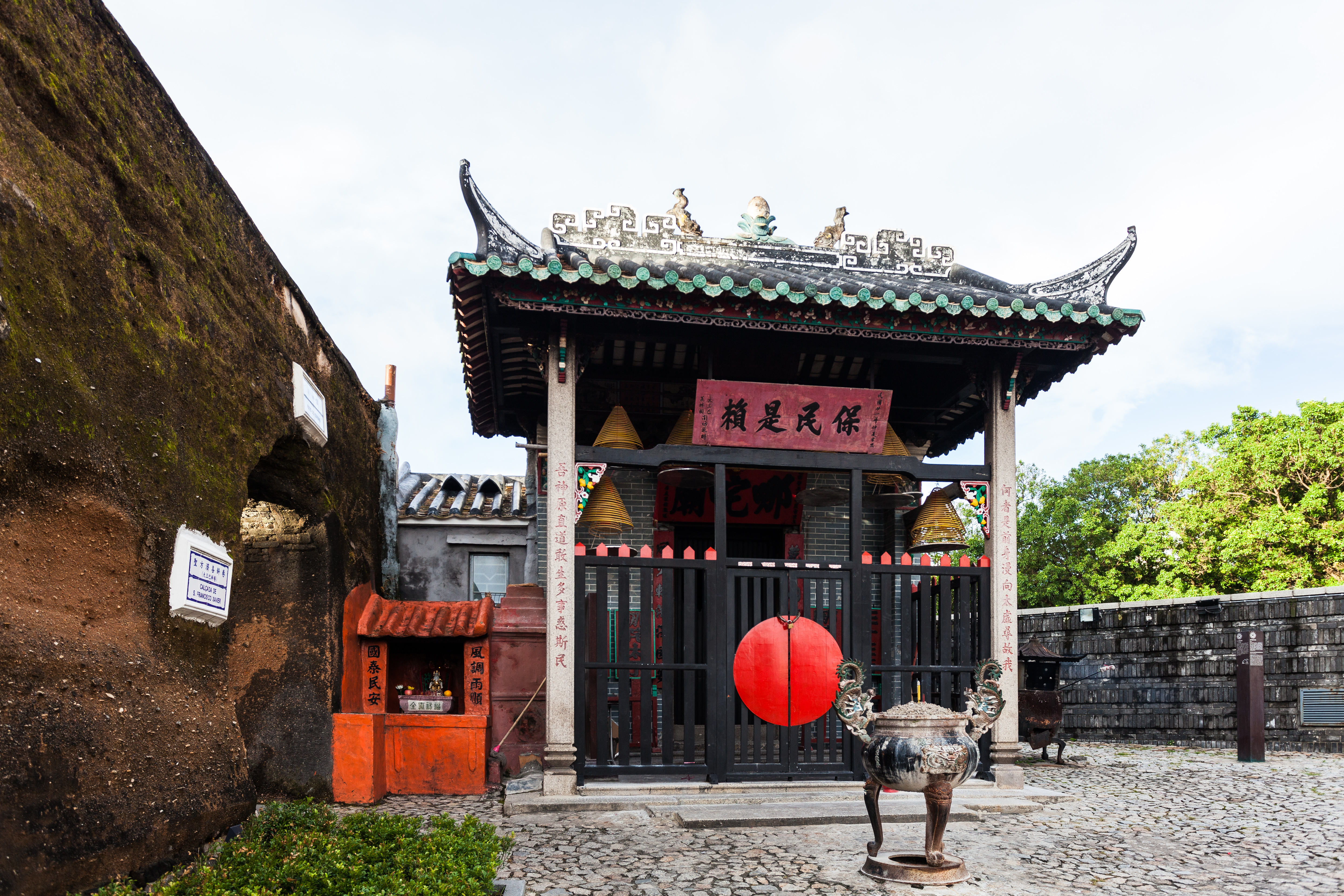
Tàn tích của bức tường với Miếu Na Tra bên phải.

Trường thành Ma Cao hay Tường thành Ma Cao cổ (tiếng Trung:舊城牆遺址) là tàn tích của một bức tường bao quanh thành phố thời thuộc địa Bồ Đào Nha thế kỷ 16, 17 của Ma Cao. Đây là một công trình rất độc đáo vì nó được xây dựng bằng đất sét, cát, rơm rạ, đá và vỏ hàu.

## Lịch sử
Việc xây dựng bắt đầu sớm nhất vào năm 1569, và bức tường được sử dụng như một biện pháp phòng thủ chống lại các cuộc tấn công của quân Trung Quốc và những kẻ xâm lược khác.
Sau những nỗ lực thất bại của người Hà Lan nhằm xâm chiếm thành phố vào năm 1622, bức tường đã được củng cố và cải thiện đáng kể để chống chọi với các cuộc tấn công quân sự trong tương lai. Bởi vì bức tường không được bảo dưỡng đúng cách nên nó từ từ sụp đổ theo thời gian, và chỉ còn lại những phần nhỏ.
Phần còn lại của bức tường thành cổ đã được UNESCO công nhận là Di sản thế giới như là một phần của "Khu lịch sử Ma Cao".